# 佐竹基
佐竹 基（さたけ もとい、1961年4月 ? ）は、日本の防衛官僚。

## 人物
京都府出身。東京学芸大学附属高等学校を経て、慶応義塾大学経済学部卒業。

## 略歴
出典:
- 1985年 防衛庁入庁 防衛局運用課
- 1999年 長官官房総務課企画室長
- 2001年 広島防衛施設局施設部長
- 2003年 防衛施設庁業務部業務課長
- 2004年 長官官房企画官
- 2005年 長官官房情報通信課長
- 2007年 地方協力局地方調整課長
- 2008年 情報本部情報官
- 2011年 人事教育局人事計画・補任課長
- 2012年 北関東防衛局長
- 2013年 近畿中部防衛局長
- 2013年 技術研究本部副本部長
- 2015年 内閣府大臣官房遺棄化学兵器処理担当室長（併）内閣府大臣官房審議官
- 2017年 大臣官房付（併）大臣官房参事官
- 2018年 国家公務員共済組合連合会理事